# 오에도온센 모노가타리

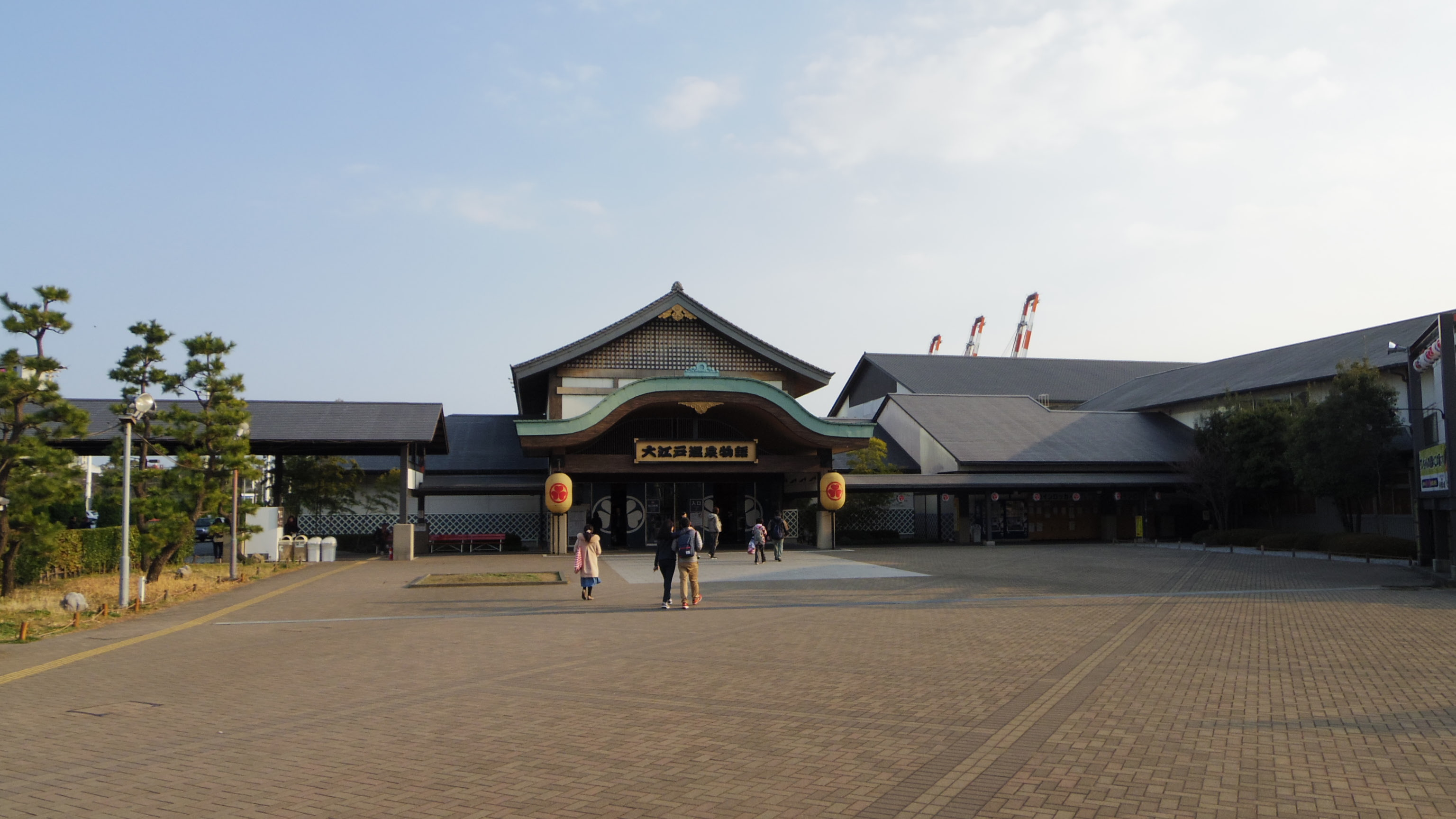

오에도온센 모노가타리(일본어: 大江戸温泉物語)는 에도 시대의 대중 목욕탕을 모델로 꾸민 대형 온천 테마파크로, 2003년 3월 1일 문을 열었다.